# Ferdinand Rüegg
Ferdinand Rüegg (Goldingen, 20 aprile 1847 – Tübach, 14 ottobre 1913) è stato un vescovo cattolico svizzero.

## Biografia
Dottore in teologia, fu canonico di Regens dal 1880 e decano del duomo di San Gallo dal 1889. Fu vescovo della diocesi di San Gallo dal 16 maggio 1906 fino alla morte.

## Genealogia episcopale
La genealogia episcopale è:
- Cardinale Scipione Rebiba
- Cardinale Giulio Antonio Santori
- Cardinale Girolamo Bernerio, O.P.
- Arcivescovo Galeazzo Sanvitale
- Cardinale Ludovico Ludovisi
- Cardinale Luigi Caetani
- Cardinale Ulderico Carpegna
- Cardinale Paluzzo Paluzzi Altieri degli Albertoni
- Papa Benedetto XIII
- Papa Benedetto XIV
- Papa Clemente XIII
- Cardinale Giovanni Carlo Boschi
- Cardinale Bartolomeo Pacca
- Papa Gregorio XVI
- Cardinale Lodovico Altieri
- Cardinale Gaetano Bedini
- Arcivescovo James Roosevelt Bayley
- Arcivescovo William Hickley Gross, C.SS.R.
- Arcivescovo John Joseph Frederick Otto Zardetti
- Arcivescovo Sebastian Gebhard Messmer
- Vescovo Ferdinand Rüegg